# Aechmutes armatus
Aechmutes armatus är en skalbaggsart som beskrevs av Pierre Émile Gounelle 1911. Aechmutes armatus ingår i släktet Aechmutes och familjen långhorningar. Inga underarter finns listade i Catalogue of Life.